# Urbanistica di Francavilla Fontana

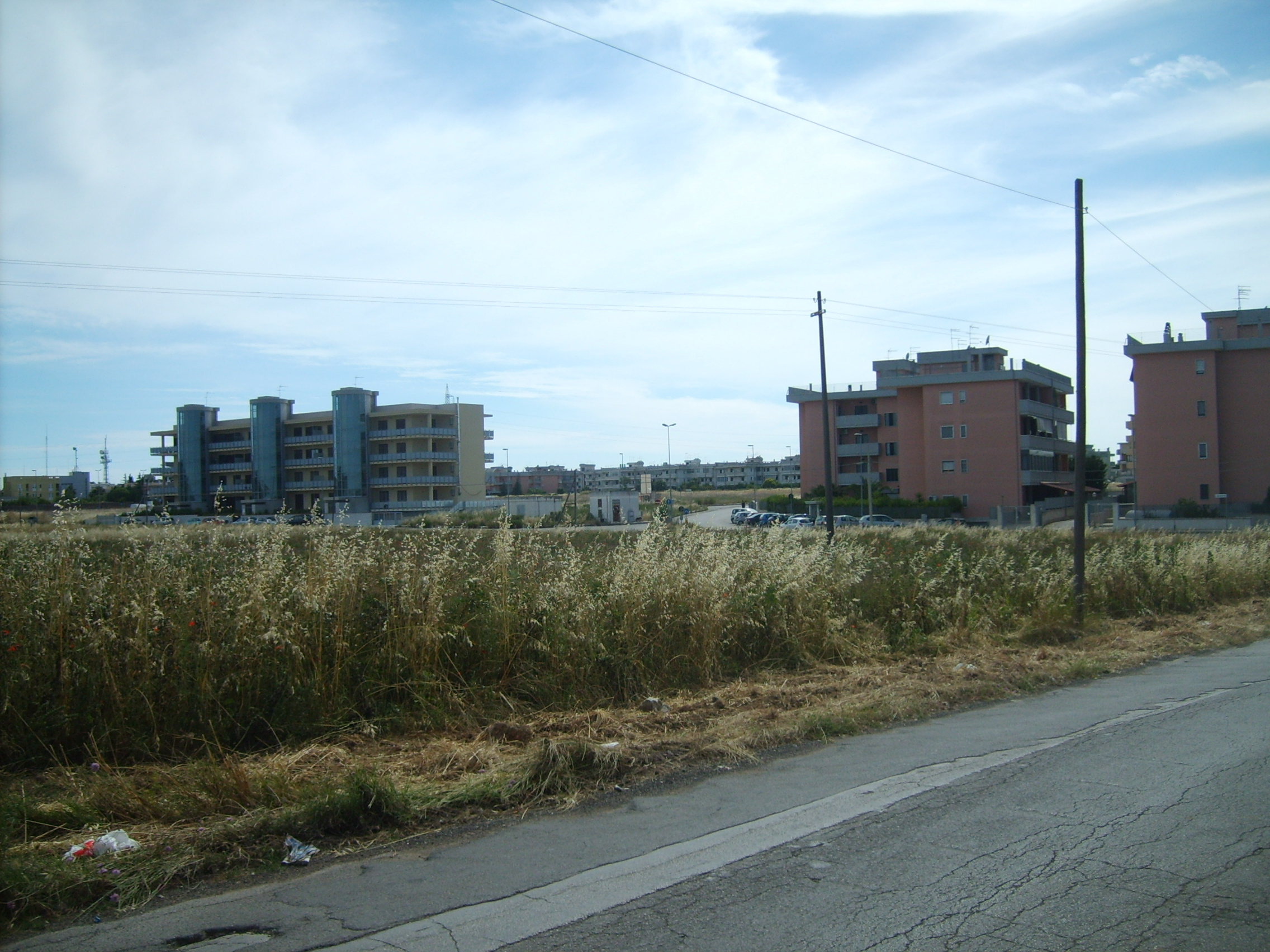
Periferia nord della città

L'urbanistica di Francavilla Fontana, città in provincia di Brindisi, consiste nella trasformazione del tessuto urbano cittadino dal momento della sua fondazione fino al giorno d'oggi.

## Origini
Il villaggio messapico non ha lasciato quasi alcuna traccia, mentre di quello romano resta qualche segno di impianto da accampamento militare o da civitas (che aveva il decumano sulla direttrice delle via Oratorio della Morte e Benanduci) in un vano interrato di casa Leo, situata in via San Giovanni, cardine dell'impianto urbanistico medioevale. Inoltre, lungo una sponda del Canale Reale è stata scoperta una villa rustica sempre di epoca romana.

## Medioevo

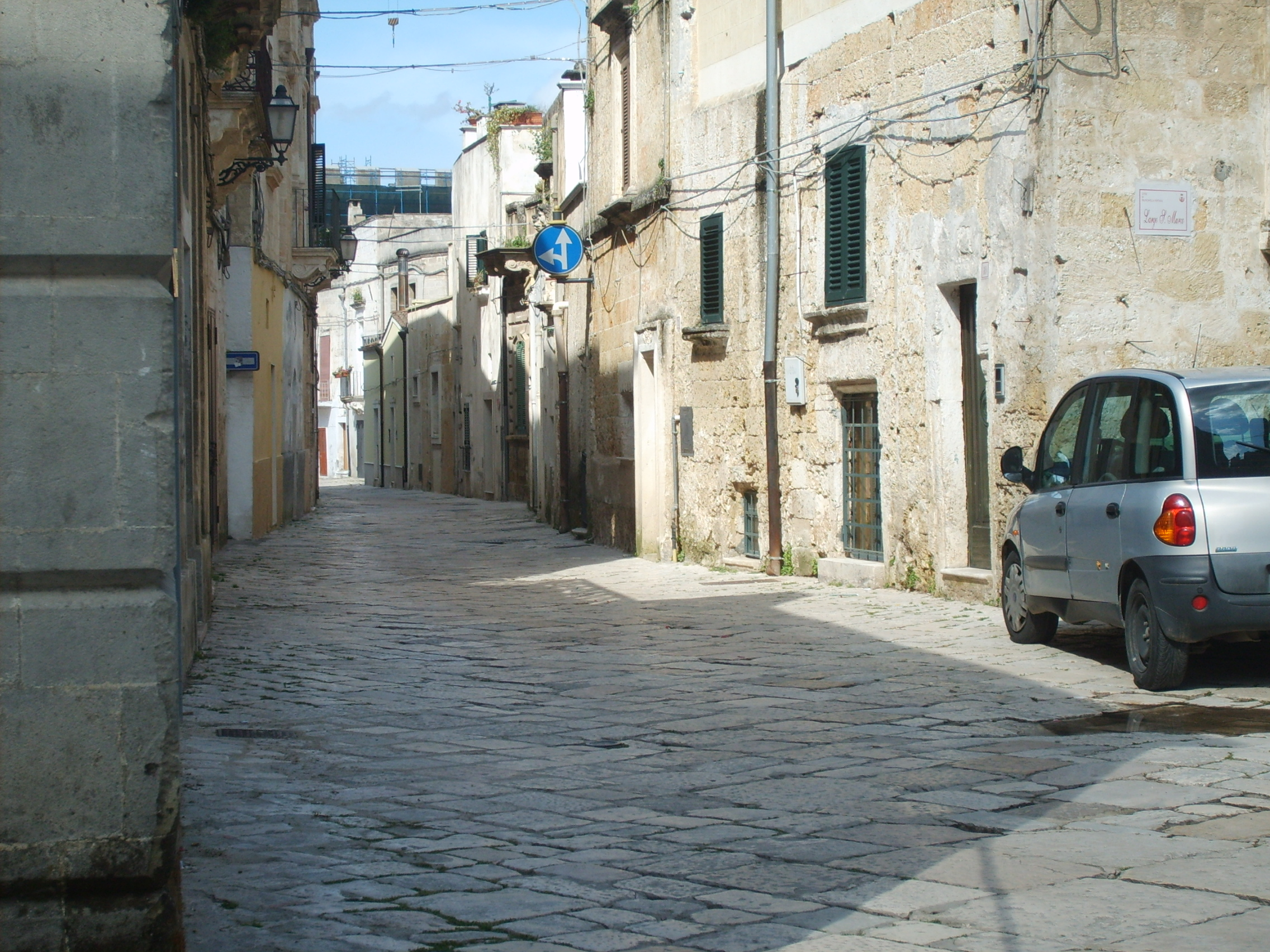
Scorcio di Via San Giovanni

Dall'anno della fondazione della città da parte di Filippo d'Angiò (1310) la Terra di Francavilla si sviluppò attorno ad un asse ideale che congiungeva la chiesa del Salvatore, la Matrice ed il convento dei francescani (attuali padri Liguorini).
Come primo centro comunitario ebbe la piazzolla, dove si fronteggiavano la Chiesa Matrice e, con ogni probabilità, il palazzo baronale dei feudatari, gli Antoglietta o De Nantolio.
Nel 1455 il feudo passò a Giovanni Antonio del Balzo Orsini, che lo munì di un piccolo castello e rafforzò la cinta muraria.

## Rinascimento
Nel 1517 l'Università di Francavilla, esauritisi gli spazi edificabili all'interno delle mura, fu autorizzata da parte della regina Giovanna IV a costruire oltre il "Fossajo", a cavallo di un asse viario tracciato in direzione dei Carmelitani, il Borgo Grande, che, conseguentemente, spostò gradualmente il baricentro della Terra dalla piazzolla alla porta Grande.
Nel XVI secolo, oltre al Borgo Grande o del Carmine, cominciarono a prendere forma, secondo trame regolari, a ovest il borgo Santo Biasi e, oltre il tratto di mura compreso tra porta Grande e porta Nuova, quello di Santa Maria degli Angeli; a est sorse il Borgo Sant'Eligio, e, oltre i vigneti del Capitolo, quello di Sant'Antonio.
Acquistato il feudo nel 1575, i principi genovesi Imperiali incisero non poco sull'impianto urbanistico.
Michele II Imperiali rafforzò i segni urbani della sua casata nella parte orientale della città: la strada Imperiali fu prolungata fino al convento dei Carmelitani e l'ampia strada Sant'Eligio (oggi Via Regina Elena) assunse la funzione di arteria di collegamento con la campagna a sud-est, che aveva come primo riferimento esterno il convento dei Padri Riformati.

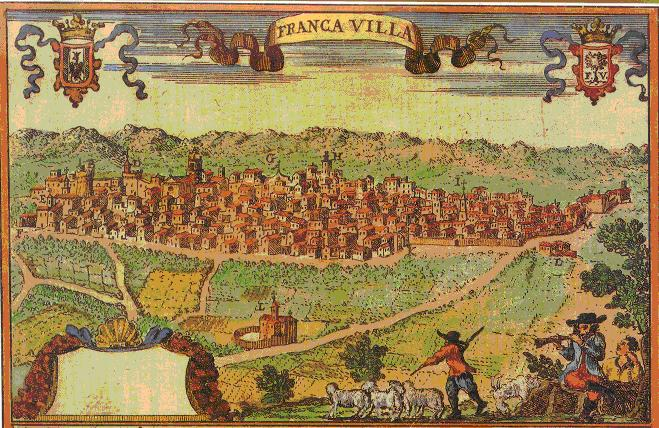
Rappresentazione della città alla fine del '600

## Età moderna
Successivamente Michele III completò il disegno del nonno, realizzando tra il 1714 ed il 1715 la perimetrazione della zona est con una cinta muraria che si collegava a quella vecchia.
Ma l'intervento più significativo che effettuò fu la realizzazione di un altro asse viario a ovest che, in onore del casato della moglie Irene, chiamò Strada Simiana: tracciata dal convento dei Cappuccini alla contrada Paludi, tagliava ortogonalmente le strade dei borghi della zona occidentale, favorendo il completamento degli stessi e bilanciando così l'espansione verso est. Con Michele III Imperiali Francavilla assunse un assetto urbanistico morfologicamente e strutturalmente incentrato sui tre grandi assi individuati dalle strade Imperiali, Carmine-San Sebastiano e Simiana, che avevano regolato le fasi della sua crescita.
Il terremoto del 1743 danneggiò un po' tutti gli edifici pubblici e privati, che nella maggior parte dei casi furono riedificati, ma non sconvolse granché l'assetto urbanistico. Proprio per le strade dritte e larghe costruite in questo secolo Cosimo De Giorgi definì Francavilla la "Torino della Japigia".

## Età contemporanea

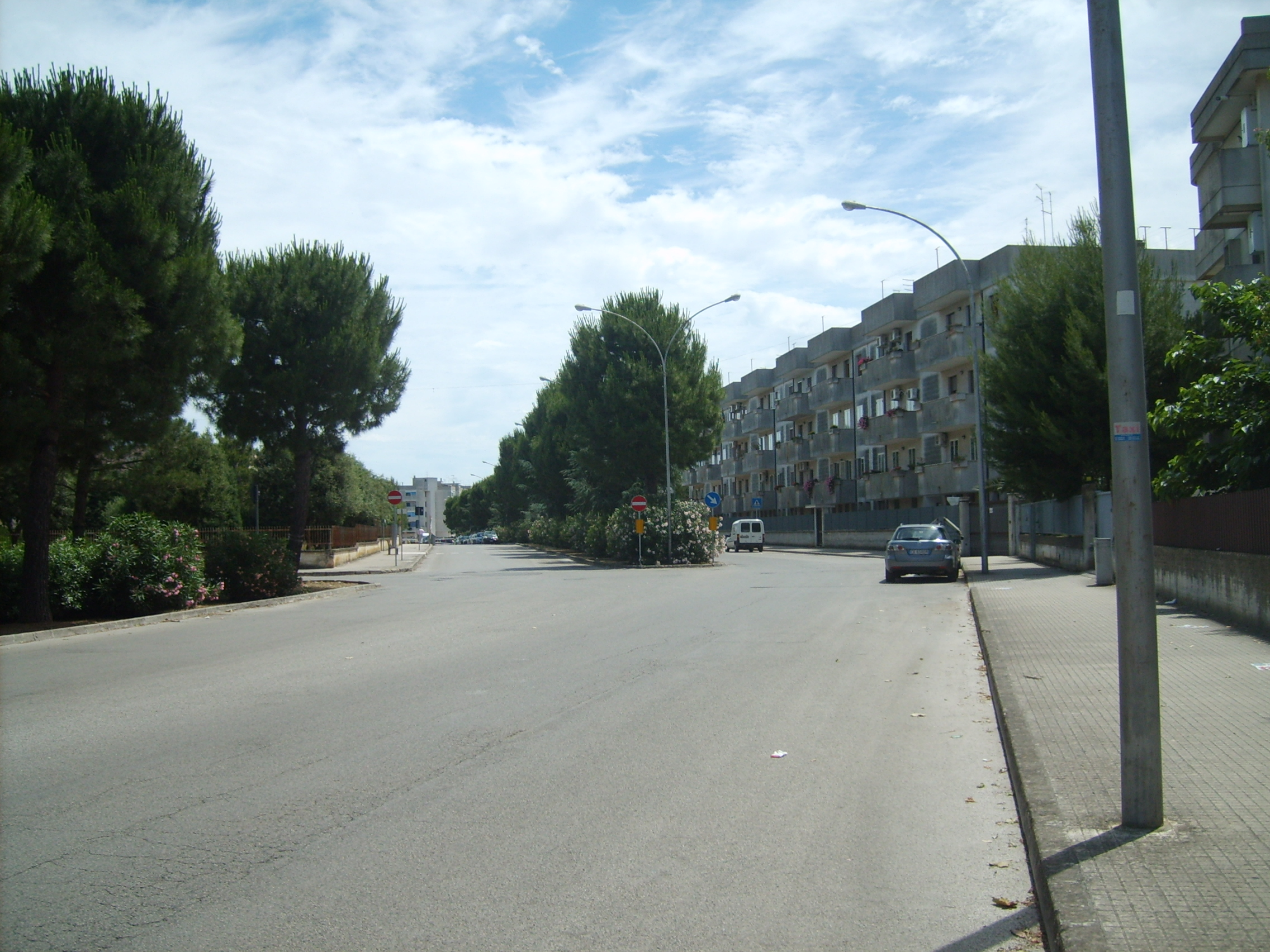
Viale Giuseppe Abbadessa, asse viario del quartiere San Lorenzo

Nell'Ottocento la città si consolidò all'interno delle mura e cominciò a superarle nel 1838, con la prima fila di case del Borgo Croce, oltre la porta omonima.

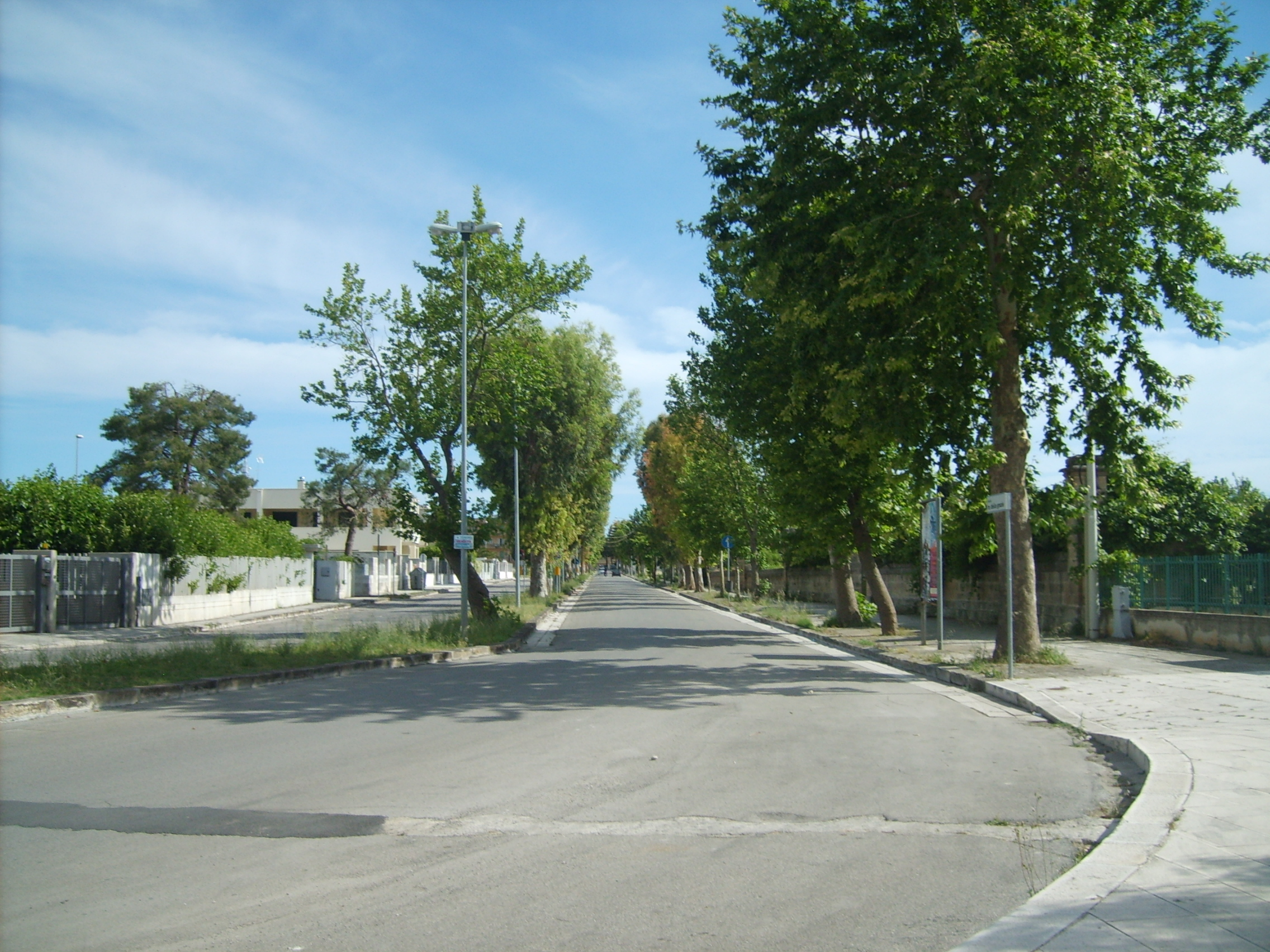
Viale Madonna delle Grazie

La seconda metà del secolo vide la città rinnovarsi attraverso le numerose opere dell'architetto-ingegnere Luigi Fumagalli che, oltre a realizzare o ristrutturare palazzi privati, fu il progettista di quasi tutte le opere di sistemazione stradale, dalla strada extramurale all'ampio viale alberato da porta Carmine fino alla stazione ferroviaria (viale Vincenzo Lilla), che divenne il nuovo asse portante della città favorendo l'espansione verso sud e ovest, concretizzatasi nel secolo seguente.
Nel Novecento, verso la metà degli anni trenta, si attuarono alcune opere di "risanamento", come l'ampliamento della piazza Umberto I con la demolizione della quinta di sud-est e lo sventramento del Rione Liguorini, che cancellò interi tessuti di antica origine e smembrò l'ex monastero delle Clarisse.
Nel secondo dopoguerra presero corpo, a sud, i rioni Graziosa-La Volpe e Croce; a est i rioni Peraro e Cavallerizza, a nord il rione Peschiera ed a ovest i rioni Ascoli e Paludi. Sono stati realizzati, in successive fasi, una pluralità di comparti di nuovo insediamento, addensati nei settori nord e est, che, interrompendo spesso le matrici organizzative e le trame spaziali della città settecentesca, non hanno però disgregato l'organismo unitario della città storica, che si impone ancora come il luogo di complessa ma equilibrata unità urbanistica.